# Philippe le Hodey
Philippe Valentin Henry Marie le Hodey (Odessa, 16 november 1914 - Brussel, 16 september 1966) was een Belgisch volksvertegenwoordiger en senator.

## Levensloop
Le Hodey was een zoon van Raymond Le Hodey en van Marguerite de Seguin Pazzis, Franse gravin. Hij trouwde in 1943 met Elisabeth Coppée (22 januari 1920 - 27 juli 2013), dochter van baron Evence Coppée. Ze hadden acht kinderen, onder wie vier zoons die voor heel wat nakomelingen-naamdragers hebben gezorgd.
Hij promoveerde tot doctor in de rechten (1936) aan de UCL en werd beroepshalve industrieel. Hij was anderzijds vele jaren actief in de scoutsbeweging.
Hij werd in 1949 verkozen tot PSC-volksvertegenwoordiger voor het arrondissement Neufchâteau-Virton en vervulde dit mandaat tot in 1965. In 1965 werd hij senator, een mandaat dat vroegtijdig werd afgebroken door zijn voortijdige dood.
Hij was ook lid van
- de Raad van Europa, consultatieve vergadering, 1951-1958,
- het Europees Parlement (1958-1961),
- de Vergadering van de West-Europese Unie.

In 1965 werd hij in de Belgische erfelijke adel opgenomen. Hij nam als devies: L'étoile mène.

## Betty Le Hodey
De als Betty Le Hodey bekend geworden weduwe van Philippe Le Hodey, zette haar maatschappelijke activiteiten verder. Ze was verbondcommissaris van de katholieke meisjesscouts en nadien vele jaren voorzitster van de raad van bestuur.
Ze stichtte de vrouwenvereniging binnen de PSC, en nam het initiatief voor de campagne 'Stem Vrouw'. Ze werd de eerste vrouw in de raad van bestuur van de RTBF.
Als telg uit de industriële familie Coppée, was ze actief in bestuursraden, meestal als eerste vrouw, onder meer bij Groep Coppée, Bank Brussel Lambert en cementgroep Lafarge. Ze stond ook haar zoons bij toen ze actief werden in de mediawereld, onder meer door investeringen in Groupe d'édition IPM (La Libre Belgique - La Dernière Heure).
In 2007 werd haar de persoonlijke titel van barones toegekend.

## Publicatie
- Rôle et statut du capital privé, Cepess-documenten, Brussel, 1962.